# The Descent of Odin. An Ode

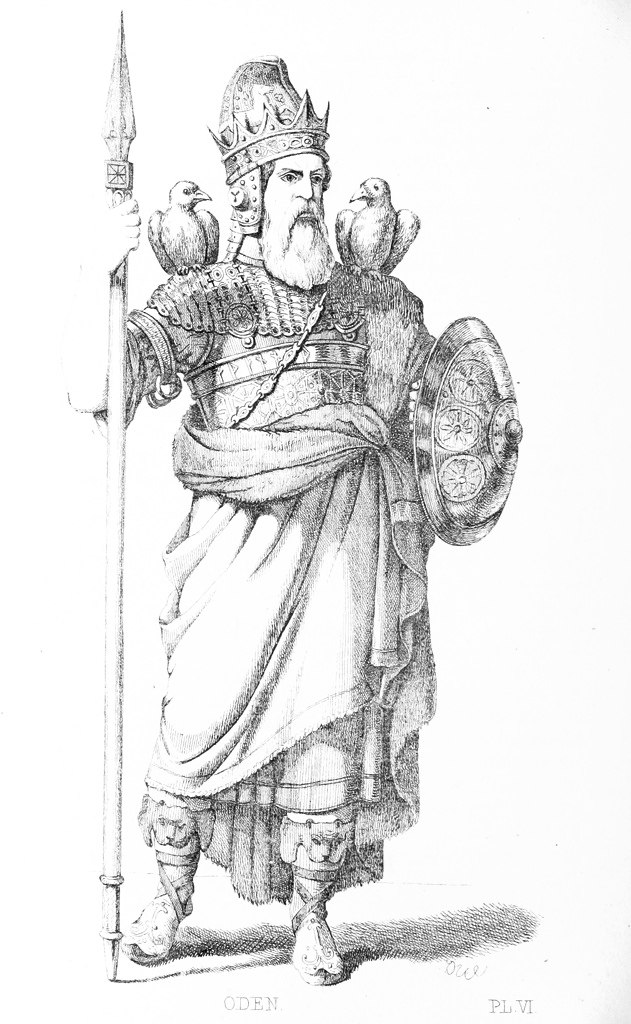
Odyn

The Descent of Odin. An Ode – wiersz osiemnastowiecznego angielskiego poety Thomasa Graya. Utwór jest oparty na mitologii skandynawskiej, jest zresztą tłumaczeniem ze staroskandynawskiego, co autor zaznacza w podtytule. Opowiada o podróży Odyna w zaświaty. Udał się on do podziemi, aby dowiedzieć się u Heli, władczyni krainy umarłych, o los swojego syna, Baldera. Wieszczka powiedziała mu, że Balder z ginie z ręki Hodera, ale potem będzie pomszczony przez Valego, syna Odyna i Rindy.

Uprose the King of Men with speed,
And saddled straight his coal-black steed;
Down the yawning steep he rode,
That leads to Hela's drear abode.
Him the dog of darkness spied,
His shaggy throat he opened wide,
While from his jaws, with carnage filled,
Foam and human gore distilled:
Hoarse he bays with hideous din,
Eyes that glow and fangs that grin;
And long pursues with fruitless yell
The father of the powerful spell.
Onward still his way he takes,
(The groaning earth beneath him shakes,)
Till full before his fearless eyes
The portals nine of hell arise.

Utwór jest napisany wierszem zasadniczo jambicznym czterostopowym, obfitującym w aliteracje, jak saddled straight his coal-black steed. Aliteracja była wspólnym dziedzictwem narodów dawnej wspólnoty germańskiej. W epoce staroangielskiej aliterowane były nawet chrześcijańskie modlitwy, jak Ojcze nasz. Został ogłoszony w tomiku Poems by Mr. Gray, wydanym w 1768.